# Levelezési sakk
A levelezési sakk (vagy távsakk) a sakkjáték egy speciális formája, amelyben a játszó felek egymástól távol vannak, és a lépéseket valamilyen közvetítő eszköz segítségével továbbítják ellenfelüknek. Ez hosszú időn át az egyszerű postai levél, később főként a speciális postai lépésközlő levelezőlap volt, de játszottak távsakkot telefonon keresztül, táviratok, telexek, faxok váltásával, vagy rádión történő közvetítés révén is. Ma már a legelterjedtebb az interneten keresztül történő távsakkozás, amelyen a lépések megküldése vagy elektronikus levél (e-mail) útján, vagy szerverkapcsolat segítségével történik. Egyre bővül az okostelefonos alkalmazás (mobilapp) segítségével történő távsakkozási forma.
A levelezési sakkozásnak külön önálló nemzetközi szervezete van. Az ICCF (International Correspondence Chess Federation) az 1928-ban alapított első nemzetközi levelezési sakkszövetség (Internationaler Fernschachbund, IFSB) jogutódja, amely független a Nemzetközi Sakkszövetség (FIDE)-től. Az ICCF önállóan szervez levelezési sakkolimpiát, egyéni és csapat világ- és Európa-bajnokságokat, valamint különböző meghívásos és témaversenyeket.
A 2019-ben befejeződött 30. levelezési sakkvilágbajnokságon az 1. helyet, és ezzel a levelezési sakkvilágbajnoki címet az orosz Andrej Kohemaszov szerezte meg. A nőknél a 2020-ban befejeződött 12. női levelezési sakkvilágbajnokságon harmadszor egymás után az orosz Irina Perevertkina szerezte meg a világbajnoki címet.
Az első levelezési sakkolimpiát, amely 1949–1952 között zajlott, Magyarország válogatottja nyerte, a 2017-ben befejeződött (2012-ben kezdődött) 18. olimpia győztese Németország volt.

## Története
Az első levelezési sakkjátszma, amiről fennmaradt írásos említés, I. Niképhorosz bizánci császár és Hárún ar-Rasíd bagdadi kalifa között zajlott a 9. században. Közvetett utalások alapján feltételezhető, hogy levelezés útján sakkozott I. (Könyves) Henrik angol király és VI. (Kövér) Lajos francia király a 12. században. 1650-ben a velencei és a horvát kereskedők levelek útján továbbították sakklépéseiket az egymás elleni játszmájukban, amelyről Thomas Hyde angol orientalista, a sakk első történetírója tesz említést A keleti szórakoztató játékokról című, 1689-ben és 1694-ben megjelent művében. A 18. században Nagy Frigyes porosz király és Voltaire közel 50 évig tartó levelezése során több sakkjátszmát is váltottak. Leveleiket a királyi postaszolgálat továbbította Berlin és Párizs között.
Az első olyan levelezési játszmákat, amelyeknek a leírása is fennmaradt, Friedrich Wilhelm von Mauvillon (1774–1851) Hágában állomásozó holland katonatiszt játszotta egy Brédában élő barátjával, akinek a neve nem maradt fenn. Mauvillon a „3 postai játszmát” az 1827-ben megjelent sakk-könyvében ismertette. 1823-ban a párizsi sakk-klub levelező mérkőzést játszott a londoni sakk-klubbal. A mérkőzésről nem maradt fenn információ. Az egyik legkorábban feljegyzett postai sakkjáték az amszterdami és a rotterdami sakk-klub között zajlott 1824-ben. A mérkőzést az amszterdamiak nyerték, miután mindkét játszmát megnyerték.
A 19. század húszas éveitől egyre több levelezési sakkeseményről maradt fenn írásos emlék. A London Chess Club és az Edinburgh Chess Club 1824–1828 között váltott levelezési játszmákat. A megállapodásuk szerint a mérkőzés három olyan játszmáig tart, amelyben valamelyik fél győzelmet arat; a döntetlenek nem számítanak, és ha egy játszma döntetlenül ér véget, akkor azonnal újat kezdenek. A mérkőzést Edinburgh nyerte 2–1-re, és két játszma döntetlenül végződött. 1825-ben Manchester városa nyerte a levelezés útján váltott játszmát Liverpool ellen, 1828-ban a madrasi sakk-klub a haidarabádi klub ellen mindkét játszmáját megnyerve győzött.
Az 1830-as években Párizs volt a sakkozás fellegvára, a sakkélet a kávéházakban folyt, ezek közül is kiemelkedett a Café de la Régence. A kávéházban megalakult Párizsi Sakk-klub sorra hívta ki a kontinens nagyvárosainak sakkozóit levelezés útján történő mérkőzésre. 1834–1836 között több játszmát váltottak a London Chess Clubbal. A játszmák érdekessége, hogy a franciák az angolok 1. e4 lépésére e6-tal válaszoltak, és innen ered a megnyitás francia védelem elnevezése. Más országokban is egyre több játszmát váltottak távoli ellenfelek, elsősorban sakk-klubok között. Olaszországban 1836-ból származik az első feljegyzett levelezési játszma, amit a firenzei Giuseppe Gasbarri publikált. Az Amerikai Egyesült Államokban a legkorábban fennmaradt levelezési sakkemlék az 1839-es Washington DC Chess Club és a New York Chess Club közötti mérkőzés.
Az első feljegyzett magyar levelezési („távizeneti”) sakkmérkőzésre 1843–1845 között került sor a párizsi sakkélet központjának számító Café de la Régence és a magyar sakkozás fellegváraként számon tartott Wurm kávéház sakkozói között. A mérkőzés előzménye, hogy Aaron Alexandre francia sakkmester, az 1837-ben Párizsban megjelent sakkenciklopédia szerzője 1842. évi európai körútja során Pestre is ellátogatott, és több játszmát váltott a magyar mesterekkel. Játékuk olyan hatással volt rá, hogy tárgyalást kezdett a francia és a magyar kávéház törzsjátékosai közötti levelezési mérkőzés megvívására. A magyarok csak némi habozás után vállalták a játékot, mert tétként nagyjából egy állami hivatalnok egyévi fizetésének megfelelő 500 forintot kellett letenniük a párizsiak 1250 frankja ellenében. A hivatalosan két győzelemig tartó, háromjátszmás mérkőzésen nagy nemzetközi meglepetést keltve a magyarok mindhárom játszmában nyertek. A Szén József, Grimm Vince, Löwenthal János Jakab alkotta pesti csapatot lépésjavaslatokkal ellátó tanácskozó bizottság megbeszélésein gyakran részt vett Erkel Ferenc is. Ezen a mérkőzésen dolgozták ki a magyar sakkozók a magyar védelemnek, később budapesti megnyitásnak nevezett eljárást.
Az 1850-es évektől kezdve több újság is elkezdte támogatni a levelezési sakkot, és versenyeket szerveztek. Az 1880-as évektől kezdve a La Stratégie, valamint a Le Monde Illustré című francia sakkfolyóiratok rendszeresen rendeztek – a sakktörténelemben először – egyéni levelezési versenyeket. Az első ilyen versenyen a magyar dr. Mayer György az első helyet szerezte meg.
1895-ben játszották az első olyan távsakkmérkőzést, amelynél a lépéseket a távírókábelen keresztül továbbították a londoni British Chess Club és a New Yorkban levő Manhattan Chess Club játékosai között. 1897-ben ugyanezen a kábelen keresztül játszott a brit alsóház és az amerikai képviselőház csapata, az eredmény döntetlen lett.
1870-ben alakult az első kizárólag levelezési sakkhoz kötődő sakk-klub, a londoni Caissa Correspondence Chess Club. 1896-ban alakult a Pillsbury National Correspondence Chess Association (PNCCA), az első nemzeti levelezési szervezet, egy évvel később létrehozták az amerikai sakkligát (The Correspondence Chess League of America). Az első nemzeti levelezési sakkszövetség, a British Correspondence Chess Association 1906-ban alakult meg.
1893–1897 között rendezte meg a Budapesti Sakkszemle (az akkori időszak sakkfolyóirata) 19 résztvevővel az első magyar levelezési sakkversenyt, amelyen két, akkor még csak ígéretes fiatal versenyző Maróczy Géza és Charousek Rezső végzett az első helyen. A harmadik helyet Exner Győző szerezte meg.
1902-ben játszották az első rádión keresztüli távsakkjátszmát két hajó között, amely az Atlanti-óceánon 160 mérföldre tartózkodott egymástól.
1928-ban alakult meg Németországban az Internationaler Fernschach Bund (IFSB), amely a mai Nemzetközi Levelezési Sakkszövetségnek, az ICCF-nek a jogelődje.
Az első európai levelezési sakkolimpiát 1935–1937 között rendezték meg 17 európai ország részvételével, amelyet Magyarország válogatottja nyert meg. A csapat tagjai Balogh János, Nagy Géza, Barcza Gedeon, Szigeti Miklós, Boros Sándor és Szűcs Árpád voltak.
A Nemzetközi Sakkszövetség (FIDE) 1949-ben hozta létre levelezési sakkszervezetét, az International Correspondence Chess Associationt (ICCA). 1951-ben alakult meg 65 tagországgal, több mint 100 000 egyéni taggal a levelezési sakkozás ma is működő nemzetközi szervezete, a Nemzetközi Levelezési Sakkszövetség (ICCF), amely 1953-ban adományozta először a nemzetközi levelezési nagymester és a nemzetközi levelezési mester címeket.
Az első levelezési sakkolimpiát (csapatvilágbajnokságot), amely 1949–1952 között zajlott, Magyarország válogatottja nyerte. A csapat tagjai: Balogh János, Barcza Gedeon, Szigeti Miklós, Szűcs Árpád, Gonda József, Elekes Dezső voltak.
1950-ben kezdődött 78 résztvevővel az első egyéni levelezési sakkvilágbajnokság, amely 1953-ban fejeződött be, és az ausztrál Cecil Purdy nyerte meg. Az első női levelezési sakkvilágbajnokságot 1968–1972 között rendezték meg, amelyet a szovjet Olga Rubcova nyert meg, aki korábban – 1956–1958 között – a klasszikus, tábla melletti sakkozásban is világbajnok volt. Ő a sakk történetében az egyetlen, aki mindkét világbajnoki címet megszerezte.
1994-ben Lisa Powell alapította meg az International Email Chess Clubot (IECC). 2003-tól, a 18. levelezési sakkvilágbajnoki döntőtől kezdődően a lépéseket e-mailben küldték egymásnak a versenyzők, 2008-tól, a 23. döntőtől kezdődően a játszmákat egy szerveren keresztül játsszák. Egyre több levelezési versenyt rendeznek szerverek igénybevételével, az alacsonyabb szintű levelezési sakkversenyek között azonban még megtalálhatók a hagyományos postai úton történő lépéstovábbítást alkalmazó versenyek is. Ez utóbbiaknál a nevezéskor a versenyzők választhatnak a szerveres vagy a hagyományos lépésküldés között. Ezek a versenyek az előre meghirdetett létszám betelése után indulnak. E két forma mellett továbbra is megmaradtak az e-mailben rendezett versenyek is.
Magyarországon a levelezési sakk irányítása és a versenyek szervezésével kapcsolatos ügyek végzése a Magyar Sakkszövetség keretén belül működő Sakktörténeti és Levelezési Bizottság keretén belül valósul meg.

## A lépéstovábbítás formái
A lépésközlés eszköze alapján egyenes összefüggés látható a távközlés fejlődésével:
- Küldönccel, futárral – ez volt a legkorábbi módja a lépések közlésének.
- Postai úton – a középkorban a postakocsi szolgálatok megindítását követően. További fejlődést jelentett, és a levelezési sakkozás elterjedését jelentősen segítette, amikor 1840-ben Sir Rowland Hill megalkotta és bevezette az első postabélyeget.[5]
- Távirati úton – a távíró feltalálását követően a lépések gyorsabb továbbítása vált lehetővé. Ez a küldési módszer nem szorította háttérbe a hagyományos postai levelezőlapon történő lépésküldést.
- Telefonon – a telefon, és különösen a távbeszélő központok feltalálását követően néhány játszmára telefonon keresztül is sor került.
- Rádió útján – a rádió feltalálását követően újabb távközlési csatorna nyílt meg az információ továbbítására. Alkalmazása kevésbé terjedt el, mivel a rádióberendezés nem állt olyan mértékben rendelkezésre, hogy azt nagy tömegek használni tudják.
- Telefaxon – a telefax-készülék feltalálása után alkalmazásával a gyors információtovábbítás vált lehetővé. Az e-mailen történő lépésközlés elődjének tekinthető.
- E-mail útján – A számítógépek tömeges elterjedését követően bevezetett, ma is használatos lépéstovábbító eszköz az elektronikus levelezés, amely gyors, ugyanakkor egyértelműen bizonyítható a lépések elküldésének és megérkezésének ideje. A hagyományos postai levelezést olcsósága (ingyenessége) miatt jelentős mértékben kiszorította. Az e-mail útján történő levelezési sakknak saját önálló szervezete az International E-mail Chess Club (IECC).[26]
- Mobiltelefonon keresztül – Az okostelefonok megjelenésével, és a rájuk készített alkalmazások (applikációk) révén nagyon népszerű a mobiltelefonos távsakkozás. A lépéseket SMS segítségével továbbítják egy központi szerverre.
- Webszerveren keresztül – Az informatika rohamos fejlődésének eredményeként, a nagy tárolási kapacitású, gyors szerverek és a nagy sávszélességű átviteli csatornák lehetővé tették, hogy minden játszmát online módon szervereken keresztül játszanak. A játékosok a világ bármely pontján lehetnek, az ellenfél lépését azonnal láthatják. Ez ma a levelezési sakkozás legkorszerűbb eszköze. Az e-mail útján történő lépéstovábbítás során problémát jelentettek a vírusok, valamint a nem megérkezett lépések. A web-alapú szerverek ezeket a problémákat kiküszöbölik, ezért jelenleg a legnépszerűbb és legelterjedtebb levelezési sakkozási forma. A levelezési sakkszerverek adatbázis-alapúak, és egy webes felületen keresztül biztosítanak hozzáférést az adatbázishoz.

## Játszmajegyzés a levelezési sakkban

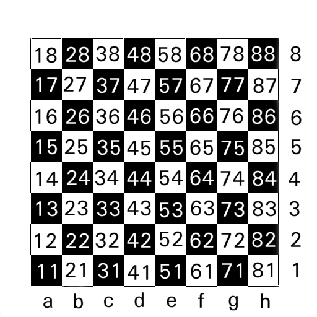
A levelezési sakk jelölése

A nemzetközi levelezési sakkban, megelőzendő azt, hogy a figurák különböző országokban alkalmazott jelölései félreértést okozzanak, mind a sorokat, mind az oszlopokat számmal jelölik, és így minden mező két számjegyből áll. Az első számjegy az oszlopot, a második számjegy a sort jelzi. Világos oldaláról nézve a bal alsó sarok a 11-es mező, a jobb alsó sarok a 81-es mező, míg sötét oldalán a két bástya alaphelyzetben a 18-as és a 88-as mezőkön áll.
A lépés megadása úgy történik, hogy meg kell adni annak a mezőnek számát, amelyről lép egy figuránk, és annak a mezőnek a számát, amelyre lép a figura. Például a hagyományos jelölés szerinti 1. e2–e4 kezdőlépésünk a levelezési sakkban 1. 5254. A lépés megadásakor nem kell külön jelölni sem a sakkadás, sem az ütés, sem a mattadás tényét.
A sáncolás jelölése a király helyváltoztatásának közlésével történik, azaz világos rövidsánca (0–0) esetén 5171, hosszúsánca (0–0–0) esetén 5131; míg sötét rövid oldalra történő sáncolását az 5878, a hosszú oldalra történő sáncolását az 5838 számkóddal jelöljük.
Figuraátváltozás esetén, amikor a gyalog az utolsó sorra ért, akkor a felvett tiszt jelzésére a négy számjegy egy ötödikkel egészül ki. Ez a szám:
1 – vezér esetén,
2 – bástya esetén,
3 – futó esetén,
4 – huszár esetén.
Például ha az f7-en álló gyaloggal belépünk a 8. sorra (f7–f8 lépés) és bástyát veszünk fel (hagyományos jelölésnél: f7–f8=B), ennek jelzése a levelezési sakkban: 67682.

## Gondolkodási idő

### Postai lépésközlésnél
A hagyományosnak nevezhető, postai úton történő lépésközlés esetén a gondolkodási idő általában 10 lépésenként 30 nap, a megtakarított napok továbbvihetők a következő 10 lépés gondolkodási idejéhez. A postai szállítási idő nem számít bele egyik fél gondolkodási idejébe sem. A lépésközlő lapon ezért meg kell adni az ellenfél lépésének postára adásának idejét, a lap megérkezésének idejét, valamint a lépés elküldésének idejét. Ha lépésünk elküldését követően 14 napig (az átlagos postai szállítási időn felül) nem kapunk választ, akkor lépésünket meg kell ismételni. Ha egy lépésre 10 napnál hosszabb gondolkodási időt kívánunk igénybe venni, azt közölni kell ellenfelünkkel, megelőzve ezzel, hogy a lépését megismételje. Szabálytalan lépés vagy üres lépésközlő lap elküldése esetén a vétkes félnek 5 nap büntetés jár. Naptári évenként összesen 45 nap „szabadság” vehető ki bármilyen részletekben. Az ez irányú igényünket a versenybírónak és minden ellenfelünknek egyidejűleg kell bejelenteni. A szabadság ideje alatt azon játszmákban, amelyekben mi vagyunk lépésen, a gondolkodási időnk nem változik.

### Webszerver útján
A webszerver alapú lépésközlés esetén a játékosok a webszerverre rögzítik lépésüket, amely automatikusan egy e-mailt küld az ellenfélnek arról, hogy léptek a játszmájában. A webszerver ugyancsak automatikusan e-mailt küld a lépésen levő játékosnak abban az esetben, ha egy játszmában 14 napja nem válaszolt.
A webszerveren keresztül történő játékban általában 10 lépésenként 50 nap áll rendelkezésre. A megtakarított napok továbbvihetők a következő 10 lépés gondolkodási idejéhez. A gondolkodási időt a szerver attól a perctől kezdi számolni, amikor a lépés továbbításra került. Ez azt jelenti, hogy a postai úton történő gondolkodási idő számításától eltérően (ahol ez naptári napokban történik), itt 24 órás időszakokat számol automatikusan a szerver a lépés megérkezésének idejétől számítva. Itt is 45 nap szabadság áll rendelkezésre minden játékosnak évente.

## A levelezési versenyek típusai
A Nemzetközi Levelezési Sakkszövetség (ICCF) folyamatosan szervez versenyeket különböző kategóriákban az egészen kezdőktől a nagymesteri címmel rendelkezőkig.

### Játék kíváncsi érdeklődők számára
Az ICCF-azonosítóval nem rendelkező érdeklődők számára biztosít kipróbálási lehetőséget az ICCF FM jelű versenye, amelyben egy másik játékos ellen két játszmára kerül sor a webszerver igénybevételével. A kipróbálás ingyenes, de egy játékos legfeljebb négy játszmát játszhat. 10 lépésre 50 nap gondolkodási idő áll rendelkezésre, ha válasz nem érkezik, akkor a lépés megismétlését 20 nap után kell megtenni.

### Verseny kezdők számára
A teljesen kezdő, értékszámmal nem rendelkezők, valamint az alacsony (1600 alatti) Élő-pontszámmal rendelkezők számára indítják folyamatosan az ICCF Aspirers versenyeket. Hét játékos nevezésének összegyűlése esetén indul az adott verseny. A gondolkodási idő 50 nap 10 lépésre, a lépés megismétlése 20 nap után szükséges. Ezen a versenyen már lehet Élő-pontszámot szerezni.

### Nyílt versenyek
Az ICCF Open Class versenyeket három erősségi fokozatban rendezik. Mindhárom versenytípusban indul webszerveren keresztüli játék, valamint hagyományos postai úton történő lépésközlés révén zajló verseny.
World Individual Open Class verseny
A teljesen kezdők, valamint az 1900 alatti Élő-pontszámmal rendelkezők számára. A versenyek folyamatosan indulnak, ahogyan hét játékos összegyűl. A webszerveren 10 lépésre 50 nap, postai levelezés esetén 10 lépésre 30 nap gondolkodási idő áll rendelkezésre.
World Individual Higher Class verseny
Azok számára, akiknek az Élő-pontszáma 1900 és 2099 közé esik. Az ennél alacsonyabb Élő-pontszámmal rendelkezők közül az is elindulhat ezen a versenyen, aki egy Open Class versenyen az első helyen végzett. Egy Open Class verseny megnyerése egy Higher Class versenyen való indulásra jogosít fel. A nemzeti szövetségek igazolása alapján elindulhatnak még azok is, akiknek nincs ICCF által adott Élő-pontszámuk, de a hagyományos sakkban 1900 és 2099 közötti Élő-pontszámmal rendelkeznek. A versenyek folyamatosan indulnak, ahogyan hét játékos összegyűl. A webszerveren 10 lépésre 50 nap, postai levelezés esetén 10 lépésre 30 nap gondolkodási idő áll rendelkezésre.
World Individual Master Class verseny
Azok számára, akiknek az Élő-pontszáma 2100 fölötti. Az ennél alacsonyabb Élő-pontszámmal rendelkezők közül az is elindulhat ezen a versenyen, aki egy Higher Class versenyen az első helyen végzett. Egy Higher Class verseny megnyerése egy Master Class versenyen való indulásra jogosít fel. A nemzeti szövetségek igazolása alapján elindulhatnak még azok is, akiknek nincs ICCF által adott Élő-pontszámuk, de a hagyományos sakkban 2100 fölötti Élő-pontszámmal rendelkeznek. A versenyek folyamatosan indulnak, amikor a webszerveres játék esetén 11, a postai úton történő játék esetén hét játékos összegyűl. A webszerveren 10 lépésre 50 nap, postai levelezés esetén 10 lépésre 30 nap gondolkodási idő áll rendelkezésre.

### Címszerző versenyek
Levelezési nemzetközi mester címért
Ezeken azok indulhatnak el, akik az ICCF által szervezett levelezési versenyeken legalább 29 játszmát figyelembe véve 2300 vagy afölötti Élő-pontot szereztek. Elindulhatnak azok is, akik ennél kevesebb (de 12–29 közötti) játszmájuk van, és abban 2350 vagy afölötti értékszámot szereztek. Nevezhetnek azok is, akik a Nemzetközi Sakkszövetség (FIDE) ranglistáján legalább 2350 Élő-pontszámmal rendelkeznek, továbbá azok, akik a nemzeti szövetségük által szervezett országos levelezési sakkbajnokságon az 1–3. helyen végeztek. Egy versenyző hathavonta indulhat nemzetközi címszerző levelezési versenyen, amennyiben a feltételeknek megfelel. A versenyek folyamatosan indulnak, amint 13 játékos nevezése összegyűl. 10 lépésre 50 nap a gondolkodási idő.
Levelezési nemzetközi nagymester címért
Ezeken azok indulhatnak el, akik az ICCF által szervezett levelezési versenyeken legalább 29 játszmát figyelembe véve 2450 vagy afölötti Élő-pontot szereztek. Elindulhatnak azok is, akik ennél kevesebb (de 12–29 közötti) játszmájuk van, és abban 2500 vagy afölötti értékszámot szereztek. Nevezhetnek azok is, akik a Nemzetközi Sakkszövetség (FIDE) ranglistáján legalább 2500 Élő-pontszámmal rendelkeznek. Egy versenyző hathavonta indulhat nemzetközi címszerző levelezési versenyen, amennyiben a feltételeknek megfelel. A versenyek folyamatosan indulnak, amint 13 játékos nevezése összegyűl. 10 lépésre 50 nap a gondolkodási idő.

### Világkupa-versenysorozatok
A nevezés erre a nemzeti szövetségen keresztül lehetséges. A verseny három szakaszból áll: az előversenyek első két helyezettje jut az elődöntőbe, majd az elődöntők első helyezettjei alkotják a döntő mezőnyét. A versenyen már pénzdíjazás van. 2015-ben erre a célra 6000 euró állt rendelkezésre. Az előversenyek és az elődöntők első helyezettjei ebből 25 euróban részesülnek. A döntő első négy helyezettje részesül díjazásban: az első helyezett 1000, a második 600, a harmadik 300, a negyedik 100 euró összegben. Holtverseny esetén a díjak összeadódnak, és úgy kerülnek elosztásra. A versenyek folyamatosan indulnak, amint az előversenyen 7–11, az elődöntőben 9–13, a döntőben 9–15 versenyző összegyűl.
A döntő első és második helyezettje jogot szerez a levelezési sakkvilágbajnokság világbajnokjelöltek versenyén való indulásra. Az első helyezett levelezési nemzetközi mester címet kap, és a következő világkupa versenyen azonnal a döntőben indulhat. A döntő minden résztvevője a következő világkupa-versenysorozaton közvetlenül az elődöntőben indulhat. A döntő 3. és 4. helyezettje, valamint azok, akik legalább 60%-os eredményt értek el, közvetlenül a világbajnokjelöltek versenyének elődöntőjében indulhatnak. Akik legalább 50%-ot értek el a döntőben, azok ingyenesen, nevezési díj nélkül indulhatnak a világbajnokjelöltek versenyének előversenyén.
A gondolkodási idő a világkupa előversenyén lépésenként 3 nap, 30 naponkénti időkontrollal.
A világkupaversenyek hagyományos postai úton, valamint szervereken egymással párhuzamosan zajlanak. A 2014–2016 között zajlott gyémántjubileumi 19. hagyományos postai úton folyó versenyt (ICCF Diamond Jubilee Postal World Cup XIX) a német Thomas Herfurth nyerte, míg a szerveren zajló, 2015-ben kezdődött verseny 2017. júniusban még zajlik, a még befejezetlen játszmáktól függően, de ott is német győzelem születik.

#### Veterán világkupa
A 60 éven felüli versenyzők számára rendezik a veterán világkupa versenysorozatát, amelynek felépítése és szabályai megegyeznek a levelezési világkupa három szintjével és szabályaival. 2014. szeptemberben a 7. veterán világkupaverseny kezdődött el. 2017-ben megkezdődtek a 8. veterán világkupa nyolc elődöntő csoportjában a mérkőzések, és 2016. január óta zajlik 62 csoportban a 9. veterán világkupa selejtezője.

#### Junior világkupa
2008-ban indult az első junior világkupa versenysorozata, amelynek 2010-ben kezdődött döntője 2012-ben fejeződött be. A 2. junior világkupát a német Cristoph Tiemann nyerte 2014-ben.

### Világbajnokság
Az ICCF által szervezett levelezési sakkvilágbajnokság versenysorozata az előversenyekből, az elődöntőkből és a döntőből áll. Az előversenyekre a nemzeti szövetségeken keresztül lehet nevezni, illetve kvalifikáció szerezhető a zónaversenyeken, valamint kontinensbajnokságokon. A világkupán, valamint az előző világbajnokság versenysorozatában elért bizonyos helyezések vagy százalékos eredmény alapján közvetlenül az elődöntőben vagy a döntőben való részvételre lehet jogosultságot szerezni. A korábbi levelezési világbajnokok azonnal a döntőben indulhatnak. A levelezési sakk világbajnokjelöltjeinek versenysorozatán indulhatnak azok is, akik a hagyományos (tábla melletti) sakkban legalább 2600-as vagy ennél magasabb Élő-pontszámmal rendelkeznek.

### Kontinensversenyek
Európai levelezési sakkbajnokság
A levelezési sakk Európa-bajnoksága selejtezőkből, előversenyekből, elődöntőkből és döntőből áll. Postai úton történő lépéstovábbítás és webszerveres játék közül lehet választani. A selejtezőkben hét, az előversenyeken 11, az elődöntőkben 13, a döntőben 15 versenyző játszik.
Észak-Amerika és a Csendes-óceáni térség levelezési sakkbajnoksága
Az Amerikai Egyesült Államok, Ausztrália, Hongkong, Japán, Kanada és Új-Zéland versenyzői számára kiírt verseny. Open, Higher és Master csoportokban folyik a küzdelem. Az egyes csoportokban való részvétel feltételei megegyeznek az ICCF azonos elnevezésű csoportjaiban való indulás feltételeivel, de csak az adott országokból jelentkezhetnek versenyzők.

### Tematikus versenyek
A különböző megnyitási változatokban való elmélyülés céljából az ICCF rendszeresen indít tematikus versenyeket. A levelezési sakk hosszabb gondolkodási ideje által biztosított nagyobb elmélyülés, a változatok részletesebb kidolgozása korábban is, és a mai versenysakkban is jelentős újításokkal gazdagítja a megnyitáselméletet. Ezért nagy jelentőségűek és népszerűek az ICCF tematikus versenyei.
2015. júliusban az alábbi megnyitási változatokra volt verseny kiírva:
- Dőry-védelem[54] (ECO E10):[55] 1. d4 Hf6 2. c4 e6 3. Hf3 He4
- Háromhuszáros játék, Canal-változat[56] (ECO C56):[57] 1. e4 e5 2. Hf3 Hc6 3. Fc4 Hf6 4. d4 exd4 5. 0–0 Hxe4 6. Be1 d5 7. Hc3
- Szicíliai védelem felgyorsított Breyer-változat[58] (ECO B39):[59] 1. e4 c5 2. Hf3 Hc6 3. d4 cxd4 4. Hxd4 g6 5. c4 Fg7 6. Fe3 Hf6 7. Hc3 Hg4 8. Vxg4 Hxd4
- Szicíliai védelem, angol támadás (ECO B90):[60] 1. e4 c5 2. Hf3 d6 3. d4 cxd4 4. Hxd4 Hf6 5. Hc3 a6 6. Fe3
- Orosz védelem (ECO C42):[61] 1. e4 e5 2. Hf3 Hf6
- Királyindiai védelem (ECO E97):[62] 1. d4 Hf6 2. c4 g6 3. Hc3 Fg7 4. e4 d6 5. Hf3 O-O 6. Fe2 e5 7. O–O Hc6 8. d5 He7
- Grünfeld-védelem[63] (ECO D80):[64] 1. d4 Hf6 2. c4 g6 3. Hc3 d5
- From-csel[65] (ECO A02):[66] 1. f4 e5 2. fxe5 d6 3. exd6 Fxd6 4. Hf3
- Spanyol megnyitás, csereváltozat (ECO C68):[67] 1. e4 e5 2. Hf3 Hc6 3. Fb5 a6 4. Fxc6

### Bajnokok ligája
Négyfős csapatok számára kiírt verseny, amelyet kétévenként indítanak. A versenyzőknek nem feltétlenül szükséges egy országot képviselniük, de egyidejűleg csak egy csapatban játszhatnak. A csapatokat a csapattagok átlag-Élő-pontszáma szerint három szintbe sorolják. Az A szint 2300 pont alatt, a B szint 2300–2500 pont között, a C szint 2500 pont fölött. Az egyes szintet megnyerő csapatok egy alkalommal egy szinttel magasabban indulhatnak el. A gondolkodási idő 10 lépésre 40 nap.

## Levelezési sakkolimpiák

### Nyílt verseny
A levelezési sakkolimpiákat hatfős nemzeti válogatott csapatok részére 1949 óta rendezik meg. Az olimpiai versenysorozat a 12. olimpia (1998) óta elődöntőből és döntőből áll. Magyarország válogatottja nyerte az első levelezési sakkolimpiát, ezt követően még két alkalommal ezüstérmet szerzett.
| Év        | Esemény                    | Arany                   | Ezüst                 | Bronz                              | Magyar helyezés |
| --------- | -------------------------- | ----------------------- | --------------------- | ---------------------------------- | --------------- |
| 1949–1952 | 1. levelezési sakkolimpia  | Magyarország 25         | Csehszlovákia 20      | Svédország 19,5                    | 1.              |
| 1952–1955 | 2. levelezési sakkolimpia  | Csehszlovákia 27,5      | Svédország 27,5       | NSZK 27                            | 5.              |
| 1958–1961 | 3. levelezési sakkolimpia  | Szovjetunió 35,5        | Magyarország 32,5     | Jugoszlávia 32                     | 2.              |
| 1962–1964 | 4. levelezési sakkolimpia  | Szovjetunió 36          | NDK 28,5              | Svédország 27,5                    | 5.              |
| 1965–1968 | 5. levelezési sakkolimpia  | Csehszlovákia 36        | Szovjetunió 28,5      | NSZK 27,5                          |                 |
| 1968–1972 | 6. levelezési sakkolimpia  | Szovjetunió 38          | Csehszlovákia 28,5    | NDK 25,5                           |                 |
| 1972–1976 | 7. levelezési sakkolimpia  | Szovjetunió 35,5        | Bulgária 30           | Egyesült Királyság 29,5            | 6.              |
| 1977–1982 | 8. levelezési sakkolimpia  | Szovjetunió 46,5        | Magyarország 44       | Egyesült Királyság 41,5            | 2.              |
| 1982–1987 | 9. levelezési sakkolimpia  | Egyesült Királyság 33   | NSZK 30               | Szovjetunió 27                     | 7.              |
| 1987–1995 | 10. levelezési sakkolimpia | Szovjetunió 34          | Anglia 33,5           | NDK 33,5                           |                 |
| 1992–1999 | 11. levelezési sakkolimpia | Csehszlovákia 45,5 (20) | Németország 45,5 (18) | Kanada 40                          |                 |
| 1998–2004 | 12. levelezési sakkolimpia | Németország 47,5        | Litvánia 42,5 (19)    | Lettország 42,5 (16)               |                 |
| 2004–2008 | 13. levelezési sakkolimpia | Németország 38          | Csehország 34,5       | Lengyelország 32                   |                 |
| 2002–2006 | 14. levelezési sakkolimpia | Németország 45,5        | Litvánia 39,5         | Amerikai Egyesült Államok 36       | 8.              |
| 2006–2009 | 15. levelezési sakkolimpia | Norvégia 48             | Németország 47        | Hollandia 46,5                     |                 |
| 2009–2013 | 16. levelezési sakkolimpia | Csehország 33,5         | Németország 28,5      | Franciaország 26,5                 |                 |
| 2010–2014 | 17. levelezési sakkolimpia | Németország 44,5        | Spanyolország 43,5    | Olaszország 39,5                   |                 |
| 2012–2016 | 18. levelezési sakkolimpia | Németország 41,5        | Szlovénia 41          | Spanyolország 39                   |                 |
| 2016-2021 | 19. levelezési sakkolimpia | Bulgária 27             | Németország 26½       | Csehország 26½ · Lengyelország 26½ |                 |
| 2016–2019 | 20. levelezési sakkolimpia | Németország 39,5 (18)   | Oroszország 39,5 (16) | Spanyolország 39                   |                 |
| 2020-2023 | 21. levelezési sakkolimpia | Németország 38          | Luxemburg 37          | Amerikai Egyesült Államok 37       |                 |

### Női sakkolimpia
A nők részvételével zajló levelezési sakkolimpiákat 1974 óta rendezik meg. Az első hat sakkolimpia hagyományos postai levelezés útján zajlott, a 7. olimpiától kezdődően a versenyek a szervereken folynak. Magyarország az első négy olimpián jutott be a döntőbe, az 1986–1992 között játszott 3. olimpián a magyar válogatott bronzérmet szerzett.
| Év        | Esemény                        | Arany            | Ezüst            | Bronz              | Magyar helyezés |
| --------- | ------------------------------ | ---------------- | ---------------- | ------------------ | --------------- |
| 1974–1979 | 1. női levelezési sakkolimpia  | Szovjetunió 22   | Németország 19   | Csehszlovákia 15,5 | 4.              |
| 1980–1986 | 2. női levelezési sakkolimpia  | Szovjetunió 26   | Csehszlovákia 26 | Jugoszlávia 20     | 6.              |
| 1986–1992 | 3. női levelezési sakkolimpia  | Szovjetunió 23   | Csehszlovákia 21 | Magyarország 14,5  | 3.              |
| 1992–1997 | 4. női levelezési sakkolimpia  | Csehország 24    | Oroszország 21   | Lengyelország 18,5 | 6.              |
| 1997–2003 | 5. női levelezési sakkolimpia  | Oroszország 25   | Németország 22   | Csehország 18      |                 |
| 2003–2009 | 6. női levelezési sakkolimpia  | Litvánia 17      | Németország 14   | Olaszország 14     |                 |
| 2007–2013 | 7. női levelezési sakkolimpia  | Szlovénia 25     | Litvánia 23,5    | Németország 23     |                 |
| 2008–2014 | 8. női levelezési sakkolimpia  | Lengyelország 27 | Bulgária 27      | Olaszország 26     |                 |
| 2011–2016 | 9. női levelezési sakkolimpia  | Oroszország 34   | Litvánia 32,5    | Németország 30     |                 |
| 2015–2017 | 10. női levelezési sakkolimpia | Németország 33   | Litvánia 30      | Oroszország 28     |                 |

## Férfi sakkvilágbajnokságok
A dátumok a világbajnoki döntő időtartamát mutatják. A 33. férfi levelezési sakkvilágbajnoki döntő 2022. november 20-án indult.
| VB ssz. | Dátum     | Világbajnok                                                                      | 2. helyezett                                                                        | 3. helyezett                                                 | Magyar eredmény          |
| ------- | --------- | -------------------------------------------------------------------------------- | ----------------------------------------------------------------------------------- | ------------------------------------------------------------ | ------------------------ |
| 1.      | 1950–1953 | Cecil Purdy · Ausztrália                                                         | Harald Malmgren · Svédország                                                        | Mario Napolitano · Olaszország                               | Balogh János 10. hely    |
| 2.      | 1956–1959 | Vjacseszlav Ragozin · Szovjetunió                                                | Lucius Endzelins · Ausztrália                                                       | Lothar Schmid · NSZK                                         | Balogh János 8. hely     |
| 3.      | 1959–1962 | Alberic O'Kelly · Belgium                                                        | Pjotr Dubinyin · Szovjetunió                                                        | Ake Lundquist · Svédország                                   | Balogh János 9. hely     |
| 4.      | 1962–1965 | Vlagyimir Zagorovszkij · Szovjetunió                                             | Georgij Boriszenko · Szovjetunió                                                    | Romanas Arlauskas · Ausztrália                               | Dalkó Nándor 12. hely    |
| 5.      | 1965–1968 | Hans Berliner · Amerikai Egyesült Államok                                        | Jaroslav Hybl · Csehszlovákia                                                       | Karel Husak · Csehszlovákia                                  |                          |
| 6.      | 1968–1971 | Horst Rittner · NDK                                                              | Vlagyimir Zagoroszkij · Szovjetunió                                                 | Jakov Esztrin · Szovjetunió                                  |                          |
| 7.      | 1972–1976 | Jakov Esztrin · Szovjetunió                                                      | Josef Boey · Belgium                                                                | Vlagyimir Zagorovszkij · Szovjetunió                         |                          |
| 8.      | 1975–1980 | Jorn Slot · Dánia                                                                | Vlagyimir Zagorovszkij · Szovjetunió                                                | Vszevolod Koszenkov · Szovjetunió                            |                          |
| 9.      | 1977–1983 | Tonu Oim · Szovjetunió                                                           | Fritz Baumbach · NDK                                                                | Alekszej Mihajlov · Szovjetunió                              | Szántó István 16. hely   |
| 10.     | 1978–1984 | Vytas Palciauskas · Amerikai Egyesült Államok                                    | Juan Morgado · Argentína                                                            | Keith Richardson · Anglia                                    |                          |
| 11.     | 1983–1989 | Fritz Baumbach · NDK                                                             | Gennagyij Neszisz · Szovjetunió                                                     | Alekszej Mihajlov · Szovjetunió                              |                          |
| 12.     | 1984–1991 | Grigorij Szanakojev · Szovjetunió                                                | Josef Franzen · Szlovákia                                                           | Risto Kauranen · Finnország                                  |                          |
| 13.     | 1989–1998 | Mihail Umanszkij · Oroszország                                                   | Erik Bang · Dánia                                                                   | Jonathan Penrose · Anglia                                    |                          |
| 14.     | 1994–2000 | Tonu Oim · Észtország                                                            | Ove Ekebjaerg · Dánia                                                               | Michel Lecroq · Franciaország                                |                          |
| 15.     | 1996–2002 | Gert Timmerman · Hollandia                                                       | Joop van Oosterom · Hollandia                                                       | Allan Poulsen · Dánia                                        |                          |
| 16.     | 1999–2004 | Tunc Hamarat · Ausztria                                                          | Ruud Maliangkay · Hollandia                                                         | Igor Szamarin · Oroszország                                  |                          |
| 17.     | 2002–2007 | Ivar Bern · Norvégia                                                             | Wolfgang Rohde · Németország                                                        | Joachim Neumann · Németország                                | Glatt Gábor 8. hely      |
| 18.     | 2003–2005 | Joop van Oosterom · Hollandia                                                    | Hans Elwert · Németország                                                           | Wolfram Schön · Németország                                  |                          |
| 19.     | 2004–2007 | Christophe Leotard · Franciaország                                               | Frank Gerhardt · Németország                                                        | Alekszej Lepihov · Ukrajna                                   |                          |
| 20.     | 2004–2011 | Pertti Lehikoinen · Finnország                                                   | Stefan Winge · Svédország                                                           | Miloš Kratochvil · Csehország                                |                          |
| 21.     | 2005–2008 | Joop van Oosterom · Hollandia                                                    | Alexander Ugge · Kanada                                                             | Stephan Busemann · Németország                               | Jakobetz László 14. hely |
| 22.     | 2007–2010 | Alekszandr Dronov · Oroszország                                                  | Jürgen Brücker · Németország                                                        | Joop van Oosterom · Hollandia                                | Sasvári Tamás 12. hely   |
| 23.     | 2007–2010 | Stephan Ulrich · Németország                                                     | Thomas Winckelmann · Németország                                                    | David Hoeven · Hollandia                                     |                          |
| 24.     | 2009–2011 | Marjan Šemrl · Szlovénia                                                         | Hans-Dieter Wunderlich · Németország                                                | Tansel Turgut · Törökország                                  |                          |
| 25.     | 2009–2013 | Fabio Finocchiaro · Olaszország                                                  | Richard Hall · Anglia                                                               | Elio Vassia · Olaszország                                    |                          |
| 26.     | 2010–2014 | Ron Langeveld · Hollandia                                                        | Florin Şerban · Románia                                                             | Rafael Leitão · Brazília                                     |                          |
| 27.     | 2011–2014 | Alekszandr Dronov · Oroszország                                                  | Matthias Kribben · Németország                                                      | Thomas Mahling · Németország                                 |                          |
| 28.     | 2013–2017 | Leonardo Ljubičić · Horvátország                                                 | Horácio Neto · Portugália                                                           | Petr Boukal · Csehország                                     |                          |
| 29.     | 2015–2018 | Alekszandr Dronov · Oroszország                                                  | Jacek Oskulski · Lengyelország                                                      | Leonardo Ljubiĉić · Horvátország / Horácio Neto · Portugália |                          |
| 30.     | 2017–2019 | Andrej Kohemaszov · Oroszország                                                  | Enver Efendijev · Oroszország / Detlef Bufe · Németország / Fred Kunzelmann         |                                                              |                          |
| 31.     | 2019–2022 | Fabian Stanach Lengyelország · Christian Muck Ausztria · Ron Langeveld Hollandia |                                                                                     |                                                              |                          |
| 32.     | 2020–2022 | Jon Edwards Amerikai Egyesült Államok                                            | Szergej Oszipov Oroszország · Horacio Neto Portugália · Michel Lecroq Franciaország |                                                              |                          |
| 33.     | 2022–     |                                                                                  |                                                                                     |                                                              |                          |

## Női világbajnokok
| VB ssz. | Dátum     | Világbajnok                       | 2. helyezett | 3. helyezett                   | Magyar eredmény                             |
| ------- | --------- | --------------------------------- | --- | ------------------------------ | ------------------------------------------- |
| 1.      | 1968–1972 | Olga Rubcova · Szovjetunió        | Gertrude Schoisswohl · Ausztria | Lora Jakovleva · Szovjetunió   |                                             |
| 2.      | 1972–1977 | Lora Jakovleva · Szovjetunió      | Olga Rubcova · Szovjetunió | Merike Rõtova · Szovjetunió    | Cynolter Erzsébet 11. hely                  |
| 3.      | 1978–1984 | Ljuba Kristol · Izrael            | Merike Rõtova · Szovjetunió | Lora Jakovleva · Szovjetunió   | Hargitay Tünde 13. hely                     |
| 4.      | 1984–1992 | Ljudmila Belavenyec · Szovjetunió | Nina Orlova · Szovjetunió | Ljuba Kristol · Izrael         | Honfi Károlyné 8. hely Késő Gézáné 10. hely |
| 5.      | 1993–1998 | Ljuba Kristol · Izrael            | Ingrida Priedite · Litvánia | Eva Možná · Csehország         | Csom-Németh Erika 9. hely                   |
| 6.      | 2000–2005 | Alessandra Riegler · Olaszország  | Maja Zelčić · Horvátország | Vlasta Horáčková · Csehország  | Németh Mária 4. hely                        |
| 7.      | 2002–2006 | Olga Zuhareva · Oroszország       | Mary Jones · Anglia | Myrna Siewert · Németország    |                                             |
| 8.      | 2007–2010 | Olga Zuhareva · Oroszország       | Marie Bažantová · Csehország | Ricarda Flügel · Németország   |                                             |
| 9.      | 2011–2014 | Irina Perevertkina · Oroszország  | Marija Liszicina · Oroszország | Vilma Dambrauskaitè · Litvánia |                                             |
| 10.     | 2014–2017 | Irina Perevertkina · Oroszország  | Tetyjana Moiszejenko · Ukrajna | Slavomira Hulecová · Szlovákia |                                             |
| 11.     | 2017-2020 | Irina Perevertkina · Oroszország  | Vilma Dambrauskaité · Litvánia · Tetyjana Moiszejenko · Ukrajna                                                                      |                                |                                             |
| 12.     | 2020-2023 | Irina Perevertkina · Oroszország  | Dawn L. Williamson · Anglia · Tetyjana Jurcsuk · Ukrajna · Victoria Schweer · Németország · Luz Marina Tinjacá Ramirez · Olaszország |                                |                                             |

## ICCF világkupa
| ssz   | Évek      | Győztes                            | Állampolgárság            |         |
| ----- | --------- | ---------------------------------- | ------------------------- | ------- |
| 1.    | 1973-1977 | Karl Maeder                        | Németország               | [ 148 ] |
| 2.    | 1977-1983 | Gennadi Nesis                      | Szovjetunió               | [ 149 ] |
| 3     | 1981-1986 | Nikolai Rabinovich                 | Szovjetunió               | [ 150 ] |
| 4.    | 1984-1989 | Albert Popov                       | Szovjetunió               | [ 151 ] |
| 5-A.  | 1987-1994 | Alexandr Frolov                    | Ukrajna                   | [ 152 ] |
| 5-B.  | 1987-1994 | Gert Timmerman                     | Hollandia                 | [ 153 ] |
| 6.    | 1994-1999 | Olita Rause                        | Lettország                | [ 154 ] |
| 7.    | 1994-2001 | Aleksei Lepikhov                   | Ukrajna                   | [ 155 ] |
| 8.    | 1998-2002 | Horst Staudler                     | Németország               | [ 156 ] |
| 9.    | 1998-2001 | Edgar Prang                        | Németország               | [ 157 ] |
| 10.   | 2001-2004 | Frank Schroder                     | Németország               | [ 158 ] |
| 11.   | 2008-2011 | Reinhard Moll                      | Németország               | [ 159 ] |
| 12-A. | 2005-2007 | Reinhard Moll                      | Németország               | [ 160 ] |
| 12-B. | 2009-2013 | Matthias Gleichmann                | Németország               | [ 161 ] |
| 13.   | 2009-2012 | Reinhard Moll                      | Németország               | [ 162 ] |
| 14.   | 2009-2012 | Reinhard Moll                      | Németország               | [ 163 ] |
| 15.   | 2012-2015 | Klemen Sivic                       | Szlovénia                 | [ 164 ] |
| 16.   | 2013-2016 | Uwe Nogga                          | Németország               | [ 165 ] |
| 17.   | 2014-2017 | Matthias Gleichmann                | Németország               | [ 166 ] |
| 18.   | 2015-2019 | Reinhard Moll Stefan Ulbig         | Németország               | [ 167 ] |
| 19.   | 2014-2016 | Thomas Herfuth                     | Németország               | [ 168 ] |
| 20.   | 2017-2020 | Sergei Kishkin                     | Oroszország               | [ 169 ] |
| 21.   | 2019-2021 | Matthias Gleichmann                | Németország               | [ 170 ] |
| 22.   | 2021-2023 | Dmitry Morozov Matthias Gleichmann | Oroszország · Németország | [ 171 ] |

## Veterán világkupa
| ssz | Évek      | Győztes              | Állampolgárság |         |
| --- | --------- | -------------------- | -------------- | ------- |
| 1.  | 2009-2011 | Rob Kruis            | Hollandia      | [ 172 ] |
| 2.  | 2013-2014 | Vladimir Sergeev     | Oroszország    | [ 173 ] |
| 3.  | 2014-2016 | Frits Bleker         | Görögország    | [ 174 ] |
| 4.  | 2015-2017 | Reinhard Sikorsky    | Németország    | [ 175 ] |
| 5.  | 2016-2017 | Ralf Neubauer        | Németország    | [ 176 ] |
| 6.  | 2017-2019 | Mattia Boccia        | Olaszország    | [ 177 ] |
| 7.  | 2018-2020 | Sergey Novikov       | Oroszország    | [ 178 ] |
| 8.  | 2019-2021 | Guy van Habberney    | Belgium        | [ 179 ] |
| 9.  | 2020-2022 | Jean Claude Schuller | Luxemburg      | [ 180 ] |
| 10. | 2021-2023 | Gediminas Voveris    | Litvánia       | [ 181 ] |

## ICCF Hall of Fame
2016-tól kezdődően az éves ICCF-kongresszuson évente nevezik meg azokat a levelezési sakk népszerűsítéséért sokat tett játékosokat és szervezőket, akiket az ICCF Hall of Fame (Hírességek Csarnoka) tagjai közé választanak. 2016-ban első ízben ezt a címet a német Hans-Werner von Massow, aki 1959–1987 között a szervezet elnöki tisztét is ellátta, valamint a finn Esko Nuutilainen kapta meg.

## Segítség igénybevétele a levelezési sakkban
A levelezési sakk lefektetett szabályai szerint a játszó feleken kívül külső személy bevonása a sakkjátszmák elemzésébe tilos volt. A sakk-könyvek, -folyóiratok, játszmagyűjtemények használata azonban kezdettől fogva engedélyezett volt. Ezek száma a 19. században és a 20. század elején is olyan minimális, vagy annyira földrajzi elhelyezkedéstől függően volt elérhető, hogy jelentősen nem befolyásolta a játszmák menetét. Voltak megszállott sakkrajongók, akik igyekeztek begyűjteni a világ minden táján megjelenő megnyitáselméleti műveket, tornakönyveket és sakkfolyóiratokat. Ilyen volt például a Becker-gyűjtemény Bécsben, amelyet Max Euwe is hosszasan tanulmányozott az Aljechin elleni – később megnyert – világbajnoki mérkőzése előtt. Ilyen mértékben számíthat a megnyitáselméleti változatok széles ismerete és ezek alkalmazási példái a versenyjátszmákban. Természetesen ez akkor még csak keveseknek állt rendelkezésére, és csupán csekély mértékben befolyásolta a levelezési sakkban elért eredményeket.

### A számítógépek alkalmazása
A szabályok eltérőek a különböző levelezési szervezeteknél: míg a játszmagyűjteményeket és a megnyitáselméleti műveket tartalmazó adatbázisok használata általánosan engedélyezett, az amerikai szövetség és más országok szövetségei a levelezésisakk-szabályzatukban tiltják azt, hogy a lépés kiválasztásához sakkmotorral rendelkező gépeket vegyenek igénybe. Minden tiltás ellenére azonban nem lehet kizárni azt, hogy egyes versenyzők igénybe vegyék a számítógépeket és különösen a ma már igen erős sakkprogramokat. Talán ennek felismerése vezette a Nemzetközi Levelezési Sakkszövetséget (ICCF) arra, hogy a nemzetközi szabályzatban nincs tiltva tételesen a sakkprogramok használata.
A levelezési sakk a nagyon erős és viszonylag olcsón bárki számára hozzáférhető sakkprogramok korában már valóban nem az, ami régen volt. A kutatások eredményei azt mutatják, hogy ez azonban nem jelenti a levelezési sakkozás végét. A levelezési sakkozás eltolódik az úgynevezett „advanced sakk” irányába, ahol megengedett a lépések megtétele előtt a számítógéppel való „konzultáció”. A kutatások kimutatták, hogy ezekben a játékokban a számítógép erőssége (számítási gyorsasága és a használt adatbázisának mérete) ugyan fontos szempont, de csak másodlagos. Egy egyébként is erősebb sakkjátékos egy valamivel gyengébb számítógép támogatása mellett is legyőzi a gyengébb játékost, hiába használ az erősebb gépet. A játékerőben valóban csökken a különbség a kezdő sakkozók és a mesterek között, ha számítógépes segítséggel játszanak, azonban a gépek pontos számítása mindig egy adott állásra vonatkozik, míg a sakkozó stratégiákban gondolkodik, és a stratégiai cél eléréséhez legtöbbször nem az adott hadállásban a gép pontszámítása szerinti legmagasabbra értékelt lépés vezet eredményre. Ezért szükséges a gép által javasolt lépésekhez az emberi elme, amely kiválasztja a lehetőségek közül azt a legjobb lépést, amely illeszkedik a stratégiájába. Nem feltétlenül a program által felkínált lépés a legjobb a játszma hosszabb távú lefolyását tekintve. Ha valaki vakon követi a gép által javasolt lépéseket, az katasztrófához vezethet. A jó játékos képes kiválasztani a felajánlott lépések közül azt, amelyik az adott szituációban valóban a leginkább támogatja őt célja elérésében.
„Bármilyen sakkprogrammal lehet és érdemes is elemeztetni, tanulni, de soha nem szabad kritika nélkül elhinni a gép által játszott-elemzett változatokat! Semmilyen számítógép nem helyettesítheti az önálló gondolatokat és a valódi sakktudást. Viszont jól kiegészítheti a gyengébb emberi számolókészséget, szembesíthet az elfogult értékelésekkel és pontosságra szoktat.”

## A levelezési sakk jövője
A kutatások azt bizonyították, hogy nagyságrendekkel csökken az olyan számítógépek játékereje, amelyeket megfosztanak a megnyitási és játszmagyűjteményüktől. Ennek figyelembe vételével alakította ki a Nemzetközi Sakkszövetség (ICCF) a jövőképét, amelyet Erich Ruch ICCF-elnök a 2011-ben kiadott Gyémántkönyvben (Diamond Book) fogalmazott meg, megosztva vízióját, hogy szerinte milyen lesz a levelezési sakk 2025-ben: eszerint előtérbe kerül a Fischer random sakk (amelyben már most is szervez versenyeket az ICCF), valamint annak egy új változata, amelyben nemcsak az alapsoron álló figurák helye lesz sorsolással meghatározva, hanem az összes báb elfoglalt helye is. A levelezési versenyek a sakknak ezen változatai lévén élik túl a számítógépek megjelenése okozta válságot.

## Érdekességek
- A 19. században Joseph Blackburne neves angol sakkozót kémkedés vádjával letartóztatták, mert az általa levélben küldött sakklépést kódolt üzenetnek gondolták.
- 1943-ban a neves amerikai színészt, Humphrey Bogartot felkereste az FBI, és megtiltotta, hogy tengerentúli versenyzőkkel levelezési sakkjátszmát folytasson. Ugyanis felbontották a levelezését, és a sakkjelzéseket Európába küldött titkos kódoknak tekintették.
- 1988-ban Stan Vaughan egyszerre 1124 levelezési sakkjátszmát játszott, amellyel megdöntötte Robert Wyller 1001 játszmás rekordját, amelyet 1948-ban állított fel.[5]
- 1985-ben Nick Down, korábbi junior brit levelezési bajnok a brit női levelezési bajnokságba Miss Leigh Strange néven nevezett be. A csalás napvilágra kerülése után minden levelezési sakkversenyzéstől örök időkre eltiltották.[5]
- 1949-ben a Szovjetunió levelezési bajnoksága 125 000 résztvevővel indult.
- 1999-ben 95 éves korában halt meg Walter Muir, a neves amerikai levelezési sakkozó, aki 75 éven keresztül játszott, és ő volt az első amerikai, aki az ICCF által szervezett versenyen szovjet versenyzőt győzött le.
- 2017 júniusában 110 éves korában hunyt el Sárosy Zoltán nemzetközi levelezési mester, aki 95 éves korában azért vett egy számítógépet, hogy a lassú postai úton játszott levelezési sakk helyett a gyorsabb online módon folytathassa a játszmákat. 108 éves korában még aktív versenyző volt.[193]